# Моча (река, впадает в Горьковское водохранилище)
Мо́ча — река в Сокольском районе Нижегородской области России. Протекает в юго-западном направлении. Исток — в 6 км к северо-востоку от деревни Шероново, впадает в Горьковское водохранилище на реке Волге в 2332 км от устья по левому берегу. Длина — 50 км, площадь водосборного бассейна — 432 км². Судоходна в нижнем течении.

## Притоки (км от устья)
- 18 км: река Мочевязь (лв)
- 38 км: река Лемжа (лв)

## Данные водного реестра
По данным государственного водного реестра России относится к Верхневолжскому бассейновому округу, водохозяйственный участок реки — Волга от города Кострома до Горьковского гидроузла (Горьковское водохранилище), без реки Унжа, речной подбассейн реки — Волга ниже Рыбинского водохранилища до впадения Оки. Речной бассейн реки — (Верхняя) Волга до Куйбышевского водохранилища (без бассейна Оки).
Код объекта в государственном водном реестре — 08010300412110000016989.